# Station de Kain l'Alouette
La station de Kain l'Alouette, dite aussi Kain Mont de la Trinité, est une station de tramway vicinal, fermée et désaffectée, de la Société nationale des chemins de fer vicinaux (SNCV). Elle est située sur le territoire de Kain en province de Hainaut.

## Histoire

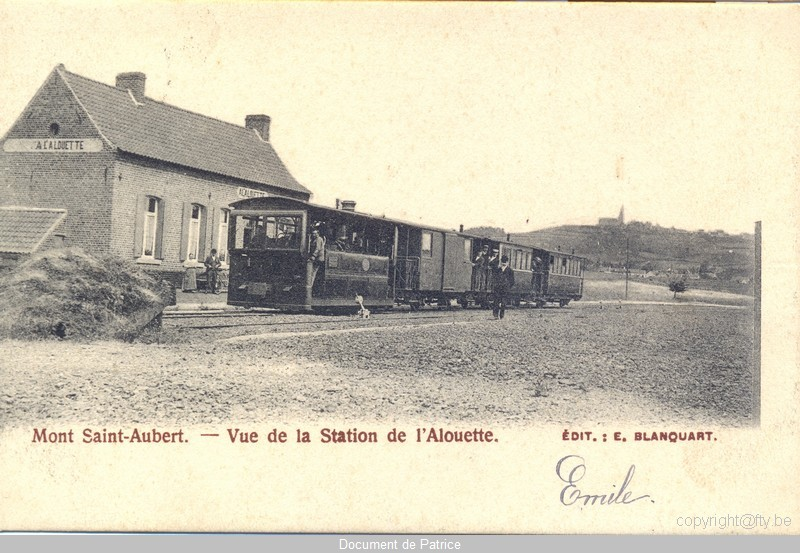
Rame vapeur sur la ligne 402 devant la station de Kain l'Alouette avec à l'arrière-plan le Mont-Saint-Aubert.

La Société nationale des chemins de fer vicinaux (SNCV) met en service le 9 septembre 1901 la première partie de la ligne de tramway vicinal à traction vapeur de Tournai à Ath entre la gare de Tournai et Frasnes-lez-Anvaing, celle-ci est ensuite prolongée le 24 décembre 1903 jusqu'à la gare d'Ath. Une station est établie sur le territoire de Kain au lieu-dit de l'Alouette, du nom du café jouxtant la station, et servant de bâtiment voyageur comme sur de nombreuses autres lignes vicinales belges. La SNCV lui préfère cependant l'appellation de « Kain Trinité » du nom du mont de la Trinité situé à proximité (plus connu aujourd'hui sous le nom de mont-Saint-Aubert) qui du fait de l'ouverture de cette ligne vicinale permet un accès plus facile au mont et attire de nombreux visiteurs (tournaisiens et pèlerins).
Le 10 septembre 1932, la SNCV inaugure un service urbain en traction électrique entre la Grand-Place de Tournai et Kain La Tombe. Le 5 février 1933, cette ligne se voit attribuer l'indice K puis est prolongée le 14 mai 1933 à la station de l'Alouette. Dès lors, certains services de la ligne de Tournai à Ath restée en traction autonome s'arrêtent à Kain l'Alouette et assurent la correspondance avec la ligne électrique K qui devient 3 en 1936.
En 1940, à la suite de la destruction des ponts sur l'Escaut à Tournai, la ligne 3, de Tournai à Kain, est supprimée ne laissant que la ligne de Tournai à Ath qui continue d'être exploitée en traction autonome. Cette dernière est supprimée le 8 août 1954 et remplacée par un service d'autobus.

## Description
La station comporte en partie est de la route, deux voies pour permettre le croisement des convois, celles-ci sont électrifiées, le 14 mai 1933, lors du prolongement de la ligne K de Kain La Tombe à la station de l'Alouette. Les voies de la ligne de Tournai à Ath, après la station, n'ont cependant jamais été électrifiées bien que le projet de la SNCV prévoyait d'électrifier la ligne jusque Frasnes-lez-Anvaing.
Le bâtiment du café de l'Alouette servant de salle d'attente aux voyageurs est situé en partie ouest de la route. Il ne comporte à l'origine qu'un étage. Sa façade a cependant été modifiée au cours de la première moitié du XXe siècle et rehaussée d'un étage au cours des années 1930 à 1950.